# Флаг Туркменской ССР
Флаг Туркменской ССР — республиканский символ Туркменской ССР — одной из 15 республик СССР. Последний вариант флага был утверждён 1 августа 1953 года с изменением расположения серпа, молота и красной звезды в 1973 году.

## Предыдущие флаги
С момента основания Туркменской ССР, 1924 года по 1925 год и с 1926 года по 1937 год флаг СССР применялся в качестве флага  республики.

С 1937 года по 1940 год был утверждён флаг Туркменской ССР: красное полотнище с золотистой надписью латиницей T.S.S.R. в левом верхнем углу.

С 1940 года (в связи с переходом туркменской письменности на кириллицу) по 1953 год флаг использовал надпись ТССР.

## Галерея

Флаг Туркменской ССР образца 1925 года
Флаг Туркменской ССР (1925—1937)
Флаг Туркменской ССР (1937—1940)
Флаг Туркменской ССР (1940—1953)
Флаг Туркменской ССР (1953—1992; версия до 1973 года)
Флаг Туркменской ССР (1953—1992; версия после 1973 года)